# Phare de Viareggio (1863)
Le vieux phare de Viareggio (en italien : Faro di Viareggio) est un phare inactif situé à l'embouchure du canal Burlamacca faisant partie du territoire de la commune de Massarosa menant à la mer à Viareggio (province de Lucques), dans la région de Toscane en Italie.

## Histoire
Le phare, mis en service en 1863 par la Regia Marina, est situé au début du canal Burlamacca. Après la construction du brise-lames au port de Viareggio, un phare plus moderne y a été mis en service en 1993 et l'a remplacé. Le bâtiment est maintenant occupé par le Yacht Club local.

## Description
Le phare est une tour circulaire de 14 m de haut, avec galerie et lanterne, adjacente à une maison de gardien en maçonnerie de deux étages. La tour est peinte en blanc et le dôme de la lanterne est gris métallique.
Identifiant : ARLHS : ITA-173 .
|          |
| Le phare |

|             |
| La lanterne |

### Lien connexe
- Liste des phares de l'Italie